# Gemert-Bakel
Gemert-Bakel (uitspraakⓘ) is een gemeente in de Nederlandse provincie Noord-Brabant, gelegen in de Peelrand en de Peelkern. De gemeente telt 31.428 inwoners (1 januari 2024, bron: CBS) en heeft een oppervlakte van 123,62 km². De gemeente ontstond op 1 januari 1997 door een samenvoeging van de voormalige gemeenten Gemert en Bakel en Milheeze, en maakt deel uit van de Metropoolregio Eindhoven.

## Dorpskernen

### Bakel
In Bakel staan veel monumenten en oude gebouwen zoals boerderijen, een kerk en een molen. Midden in de dorpskern van Bakel staat de St. Willibrorduskerk. Deze kerk is gebouwd in het begin van de 16e eeuw, maar in later jaren ingrijpend herbouwd. In 1974 is deze kerk volledig gerestaureerd en is erkend als rijksmonument. In Bakel is in 1752 ook een standaardmolen gebouwd. Deze molen is ook een rijksmonument. Het museum de Tolbrug staat aan de Neerstraat en bezit een verzameling van allerlei oude landbouwwerktuigen en een collectie oude gebruiksvoorwerpen. In het centrum van het dorp staan enkele moderne kunstwerken van gemeentelijke kunstenaars.

### Gemert
In Gemert staat een kasteel dat stamt uit de middeleeuwen en het Boerenbondsmuseum. Niet ver van het kasteel staat de kerk van St. Jans-Onthoofding. De kerk is omstreeks 1437 gebouwd. De kerk heeft gebrandschilderde ramen en bezit nog enkele voorwerpen uit de vijftiende eeuw. In het centrum van Gemert staan diverse historische gebouwen, waaronder de Latijnse school en de molen De Bijenkorf.

### Handel
Het kerkdorp Handel staat bekend als het oudste bedevaartsoord van Maria in Noord-Brabant. In het jaar 1368 vonden er al Maria-vereringen plaats. Er komen jaarlijks duizenden bedevaartsgangers naar Handel. Achter de kerk van Handel ligt het uit 1910 daterende processiepark. In Handel staat het Natuur Educatief Centrum.

### Milheeze
In Milheeze staat de molen Laurentia. Het is een achtkantige bergmolen, die gebouwd werd in 1893. De molen staat aan de weg van Bakel naar Milheeze. De Heilige Willibrorduskerk in het centrum van Milheeze is gebouwd uit restanten van de St. Antonius Abtkapel en werd in 1964 gerestaureerd. In de bossen tussen Bakel en Milheeze wordt het recreatieterrein Nederheide aangelegd.

### De Mortel
De kerk in De Mortel is gebouwd in 1902. Deze kerk heeft een authentiek angelusklokje. Aan de doorgaande weg door De Mortel staat het beeld met de varkenshouder, de Berenleider. Dit beeld is een creatie van de Gemertse kunstenaar Toon Grassens. De Mortel heeft een afwisselend buitengebied met boerderijen, landbouwgebieden, bossen en natuurgebied. Kriskras door dit gebied lopen verschillende fiets- en wandelpaden, zoals het 'Mortels Ommetje'.

### De Rips
In 1875 werd er een schapenboerderij gebouwd die De Rips heette. Naast enkele houten en lemen hutten was dit de enige woning in de Peel. Toen de ontginningen in de Peel aantrokken kwamen er meer mensen in het gebied wonen. Pas in 1921 werd de Parochie Rips opgericht. Tot 1999 was aangenomen dat de plaatsnaam De Rips was afgeleid van een riviertje dat dezelfde naam had. De naam De Rips zou toch echter komen van de schapenboerderij. 

### Elsendorp
In 1891 is Elsendorp ontstaan als peelontginningsdorp, op het oorspronkelijke gebied van het landgoed De Dompt aan de rand van de Peel. Door het in cultuur brengen van de gronden bij het landgoed De Dompt ontstond de parochie Elsendorp. Het dorp is genoemd naar pater Gerlacus van den Elsen die is geboren in Gemert. In 1927 is er een protestantse kerk en pastorie in Elsendorp gebouwd.

## Geografie

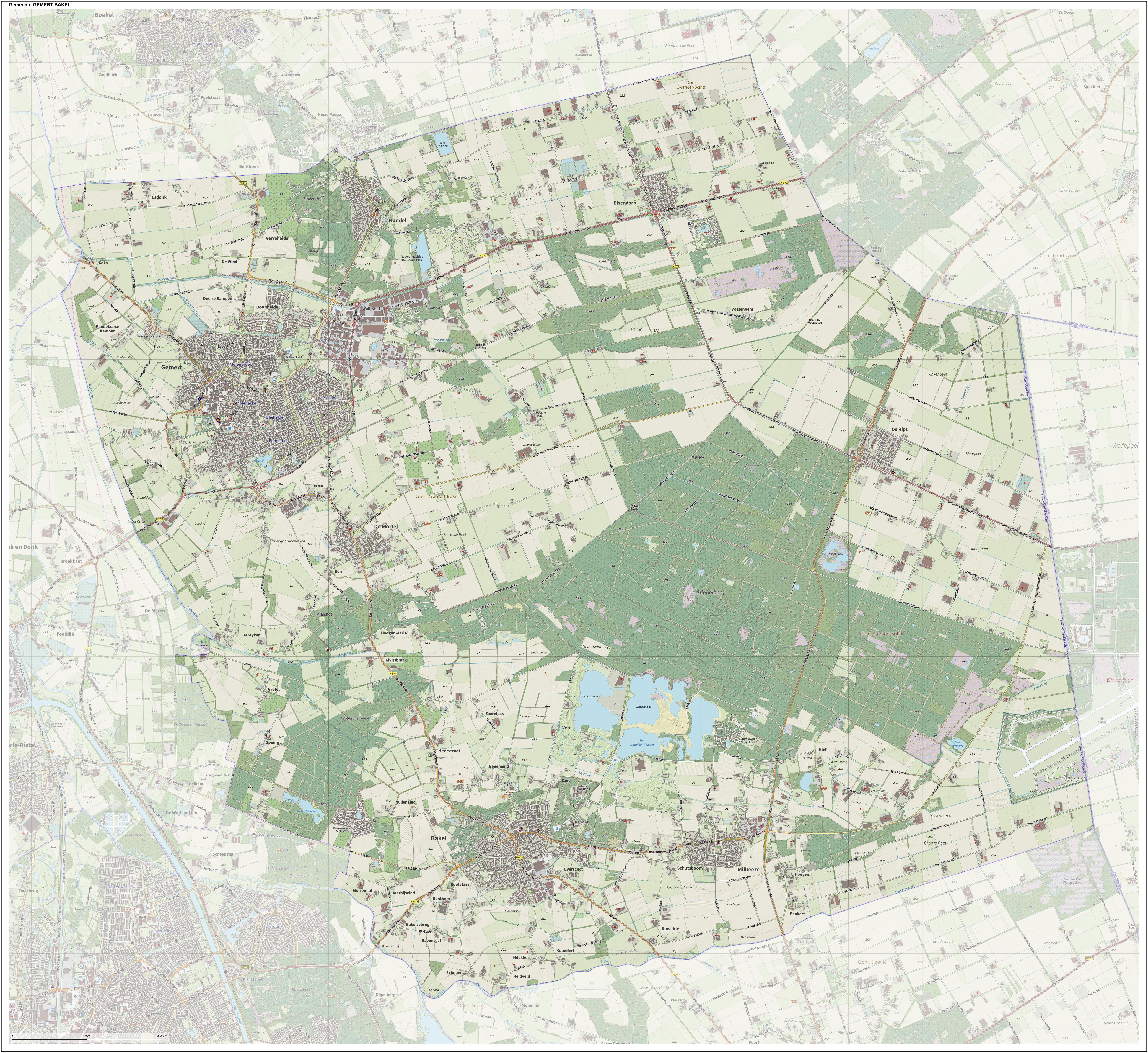
Topografische kaart van gemeente Gemert-Bakel, per september 2022. Klik op de kaart voor een vergroting

### Straten
Voor een lijst van alle straten in Gemert-Bakel zie;

## Cultuur

### Monumenten
In de gemeente zijn er een aantal rijksmonumenten, gemeentelijke monumenten en oorlogsmonumenten, zie:
- Lijst van rijksmonumenten in Gemert-Bakel
- Lijst van gemeentelijke monumenten in Gemert-Bakel
- Lijst van oorlogsmonumenten in Gemert-Bakel

### Bezienswaardigheden
- Kasteel van Gemert
- Gemeentearchief Gemert-Bakel
- Sint Willibrordus, molen te Bakel
- Parochiehuis Bakel
- Sint-Jans Onthoofdingkerk (Gemert)
- Sint-Willibrorduskerk (Bakel)
- Boerenbondsmuseum Gemert

### Musea
- Streekmuseum De Tolbrug, Bakel
- Boerenbondsmuseum, Gemert
- `t Museumke, Handel

### Kunst in de openbare ruimte
In de gemeente Gemert-Bakel zijn diverse beelden, sculpturen en objecten geplaatst in de openbare ruimte, zie:
- Lijst van beelden in Gemert-Bakel

## Media
- TV: Omroep Centraal
- Radio: Omroep Centraal
- Krant: Gemerts Nieuwsblad, Traverse, Laarbeeker, Weekblad voor Gemert-Bakel (Peelbelang), Korhoen (alleen in Bakel, Milheeze en De Rips)

## Onderwijs
- Basisonderwijs:
  - Bakelaar Bakel
  - Kleine Kapitein Bakel
  - De Kastanjelaar Milheeze
  - De klimboom De Rips
  - Kindcentrum de Dompelaar
  - De Havelt Handel
  - Kleinerf De Mortel
  - Het Venster Gemert
  - Berglaren Gemert
  - Samenstroom Gemert
  - 't Einder Gemert
  - De Pandelaar Gemert
  - SBO Petrus Donders Gemert
- Voortgezet onderwijs
  - Commanderij College Gemert (3 vestigingen)

## Sport en Recreatie

### Sport

#### Bakel
- Voetbalclub Bavos
- Hockeyclub Bakel (HOB)
- BcBakel Bakel (Badminton)
- Acritas Bakel (Handbal)
- Yellow sox Bakel (Basketbal)
- TV de Sprenk Bakel (Tennis)
- Volleybal vereniging Bakel

#### Gemert
- Badmintonclub Gemert
- Basketbalvereniging Gemert
- GAC Gemert (Atletiek)
- Voetbalclub vv Gemert
- GHSV Gemert (Honkbal en Softbal)
- Hockeyclub HC Gemert
- Tremeg (handbal)
- WAC Gemert (Zaalvoetbal)
- ZV Hydra (zwemmen)
- Zwemvereniging de Gemertse Watervrienden

#### De Mortel, Milheeze, Handel, Elsendorp, De Rips
- Voetbalvereniging VV MVC De Mortel
- Voetbalclub Milheezer Boys
- Voetbalclub VV Handel
- Voetbalclub VV Elsendorp
- Voetbalclub RKVV Fiducia
- Korfbalvereniging Blauw Wit Handel
- Milheezer korfbalvereniging
- DV Euphoria, dansvereniging De Rips

### Recreatie
- Golfclub Stippelberg (Bakel en Milheeze)
- Landgoed Nederheide (Bakel, Milheeze en De Rips)
- Strandbad Nederheide (Bakel, Milheeze en De Rips)
- De Rooye Plas (Handel)
- Natuurgebied Stippelberg (Bakel en Milheeze)

## Gemeenteraad
De gemeenteraad van Gemert-Bakel bestaat uit 23 zetels. Hieronder staat de samenstelling van de gemeenteraad sinds 1998:
| Gemeenteraadszetels  | Gemeenteraadszetels | Gemeenteraadszetels | Gemeenteraadszetels | Gemeenteraadszetels | Gemeenteraadszetels | Gemeenteraadszetels | Gemeenteraadszetels |
| Partij               | 1998                | 2002                | 2006                | 2010                | 2014                | 2018                | 2022                |
| -------------------- | ------------------- | ------------------- | ------------------- | ------------------- | ------------------- | ------------------- | ------------------- |
| CDA                  | 8                   | 10                  | 8                   | 7                   | 9                   | 11                  | 8                   |
| Dorpspartij          | 4                   | 4                   | 3                   | 4                   | 4                   | 4                   | 4                   |
| VVD                  | 1                   | 2                   | 1                   | 1                   | -                   | 1                   | 3                   |
| Lokale Realisten*    | -                   | -                   | -                   | 8                   | 5                   | 4                   | 3                   |
| Sociaal Gemert-Bakel | -                   | -                   | -                   | -                   | -                   | -                   | 3                   |
| SP                   | -                   | -                   | -                   | -                   | -                   | 3                   | -                   |
| PvdA                 | -                   | -                   | 4                   | 1                   | 1                   | -                   | -                   |
| D66                  | -                   | -                   | -                   | -                   | 1                   | -                   | 2                   |
| OPA                  | -                   | -                   | -                   | -                   | 1                   | -                   | -                   |
| Lokaal Liberaal      | -                   | -                   | 2                   | -                   | -                   | -                   | -                   |
| Actief Dorpsbelang   | 5                   | 2                   | 1                   | -                   | -                   | -                   | -                   |
| Fier en Actief       | 3                   | 3                   | 1                   | -                   | -                   | -                   | -                   |
| Realisten 2006       | -                   | -                   | 1                   | -                   | -                   | -                   | -                   |
| Totaal               | 21                  | 21                  | 21                  | 21                  | 21                  | 23                  | 23                  |
| Opkomst              |                     |                     |                     | 54,76%              | 55,78%              | 54,72%              | 49,22%              |

* De Lokale Realisten was een fusie van Realisten 2006 en Lokaal Liberaal.

## Millennium Gemeente
Gemert-Bakel is een Millennium Gemeente.

## Dorpskernen
Bakel, Gemert, De Mortel, Milheeze, Elsendorp, Handel, De Rips

## Aangrenzende gemeenten
| Aangrenzende gemeenten | Aangrenzende gemeenten | Aangrenzende gemeenten | Aangrenzende gemeenten | Aangrenzende gemeenten |
| ---------------------- | ---------------------- | ---------------------- | ---------------------- | ---------------------- |
| Meierijstad            |                        | Boekel                 |                        | Land van Cuijk         |
|                        |                        |                        |                        |                        |
| Laarbeek               |                        |                        |                        |                        |
|                        |                        |                        |                        |                        |
| Helmond                |                        | Deurne                 |                        | Venray (L)             |

## Wegen in en rondom Gemert-Bakel
- Eindhoven - Helmond – Bakel - Deurne – Ysselsteyn – Venray – Wanssum
- Beek en Donk – Gemert – Elsendorp – Sint Anthonis – Boxmeer
- Ravenstein – Zeeland (gemeente) – Elsendorp – De Rips – Vredepeel - Ysselsteyn - Kessel
- 's-Hertogenbosch - Beek en Donk - Bakel - Helmond - Deurne - Eindhoven - Asten - Roggel - Horn
- Gemert - De Mortel - Bakel - Deurne
- Helmond - Bakel